# Julian Baumgartlinger
Julian Baumgartlinger (sinh ngày 2 tháng 1 năm 1988 tại Salzburg) là cầu thủ bóng đá người Áo thi đấu ở vị trí tiền vệ trung tâm cho câu lạc bộ Bayer Leverkusen tại Bundesliga và là Đội trưởng Đội tuyển bóng đá quốc gia Áo.

## Sự nghiệp câu lạc bộ
Baumgartlinger bắt đầu chơi bóng tại câu lạc bộ USC Mattsee. Năm 2001, anh chuyển đến đội trẻ của TSV 1860 München. Từ 2006 đến 2009, anh thi đấu tại giải Regionalliga Süd cho TSV 1860 München II, có 37 lần ra sân và ghi được 1 bàn. Từ tháng 11 năm 2007 đến năm 2009, anh là thành viên đội một 1860 München tranh tài tại 2. Bundesliga, giải đấu cao thứ hai trong hệ thống bóng đá chuyên nghiệp Đức.
Mùa hè năm 2009, anh trở về Áo thi đấu cho FK Austria Wien. Hai năm sau đó, anh lại sang Đức một lần nữa, chơi cho 1. FSV Mainz 05, sau khi đã có 61 lần ra sân cho Austria Wien. Đầu mùa giải 2015-16, anh được chọn làm đội trưởng của Mainz. Ngày 12 tháng 2 năm 2016, anh có bàn thắng đầu tiên tại Bundesliga trong chiến thắng 2-1 trước Schalke 04 bằng một pha đánh đầu cận thành. Hơn một tháng sau đó, anh có bàn thắng trong trận hòa 1-1 với Werder Bremen.
Cuối mùa giải 2015-16, Mainz giành được vị trí thứ sáu tại Bundesliga và có suất dự UEFA Europa League. Sau bốn mùa giải, Baumgartlinger có tổng cộng 124 lần ra sân tại Bundesliga và ghi được hai bàn thắng tại Mainz.
Tháng 5 năm 2016, Baumgartlinger chính thức trở thành cầu thủ của Bayer Leverkusen theo bản hợp đồng có thời hạn bốn năm. 

## Sự nghiệp đội tuyển quốc gia
Baumgartlinger từng là thành viên của các đội trẻ Áo từ cấp độ U-16 cho đến U-21. Ngày 9 tháng 9 năm 2009, anh có trận đấu đầu tiên cho Đội tuyển bóng đá quốc gia Áo trong trận hòa 1-1 với Romania trong khuôn khổ Vòng loại World Cup 2010. Gần 5 năm sau đó, vào ngày 3 tháng 6 năm 2014, anh mới có bàn thắng đầu tiên cho đội tuyển quốc gia trong trận giao hữu thắng Cộng hòa Séc 2-1.
Baumgartlinger là một trong 23 cầu thủ Áo được huấn luyện viên Marcel Koller chọn tham dự Euro 2016 tại Pháp. Tuy nhiên, đội tuyển Áo đã rời giải ngay sau đó với chỉ vỏn vẹn 1 điểm, đứng cuối bảng F, 1 trận hòa và 2 trận thua, chỉ ghi được 1 bàn thắng và bị thủng lưới 4 bàn.

## Thống kê sự nghiệp
Tính đến ngày 23 tháng 1 năm 2021.
| Câu lạc bộ          | Mùa giải            | Giải đấu             | Giải đấu | Giải đấu | Cúp quốc gia | Cúp quốc gia | Châu Âu | Châu Âu | Tổng cộng | Tổng cộng |
| Câu lạc bộ          | Mùa giải            | Hạng                 | Trận     | Bàn      | Trận         | Bàn          | Trận    | Bàn     | Trận      | Bàn       |
| ------------------- | ------------------- | -------------------- | -------- | -------- | ------------ | ------------ | ------- | ------- | --------- | --------- |
| 1860 Munich II      | 2006–07             | Regionalliga Süd     | 10       | 1        | —            | —            | —       | —       | 10        | 1         |
| 1860 Munich II      | 2007–08             | Regionalliga Süd     | 17       | 0        | —            | —            | —       | —       | 17        | 0         |
| 1860 Munich II      | 2008–09             | Regionalliga Süd     | 8        | 0        | —            | —            | —       | —       | 8         | 0         |
| 1860 Munich II      | Tổng cộng           | Tổng cộng            | 35       | 1        | —            | —            | —       | —       | 35        | 1         |
| 1860 Munich         | 2007–08             | 2. Bundesliga        | 5        | 0        | 1            | 0            | —       | —       | 6         | 0         |
| 1860 Munich         | 2008–09             | 2. Bundesliga        | 8        | 0        | 0            | 0            | —       | —       | 8         | 0         |
| 1860 Munich         | Tổng cộng           | Tổng cộng            | 13       | 0        | 1            | 0            | —       | —       | 14        | 0         |
| Austria Wien        | 2009–10             | Bundesliga (Austria) | 30       | 0        | 3            | 0            | 9       | 0       | 42        | 0         |
| Austria Wien        | 2010–11             | Bundesliga (Austria) | 31       | 1        | 4            | 0            | 5       | 2       | 40        | 3         |
| Austria Wien        | Tổng cộng           | Tổng cộng            | 61       | 1        | 7            | 0            | 14      | 2       | 82        | 3         |
| Mainz               | 2011–12             | Bundesliga           | 26       | 0        | 3            | 0            | 1       | 0       | 30        | 0         |
| Mainz               | 2012–13             | Bundesliga           | 32       | 0        | 4            | 1            | —       | —       | 36        | 1         |
| Mainz               | 2013–14             | Bundesliga           | 9        | 0        | 1            | 0            | —       | —       | 10        | 0         |
| Mainz               | 2014–15             | Bundesliga           | 26       | 0        | 0            | 0            | 2       | 0       | 28        | 0         |
| Mainz               | 2015–16             | Bundesliga           | 31       | 2        | 2            | 0            | —       | —       | 33        | 2         |
| Mainz               | Tổng cộng           | Tổng cộng            | 124      | 2        | 10           | 1            | 3       | 0       | 137       | 3         |
| Mainz II            | 2013–14             | Regionalliga Südwest | 2        | 1        | —            | —            | —       | —       | 2         | 1         |
| Bayer Leverkusen    | 2016–17             | Bundesliga           | 22       | 0        | 2            | 0            | 6       | 0       | 30        | 0         |
| Bayer Leverkusen    | 2017–18             | Bundesliga           | 22       | 1        | 2            | 0            | —       | —       | 24        | 1         |
| Bayer Leverkusen    | 2018–19             | Bundesliga           | 21       | 0        | 2            | 0            | 4       | 0       | 27        | 0         |
| Bayer Leverkusen    | 2019–20             | Bundesliga           | 27       | 2        | 3            | 0            | 10      | 0       | 40        | 2         |
| Bayer Leverkusen    | 2020–21             | Bundesliga           | 16       | 2        | 2            | 0            | 5       | 1       | 23        | 3         |
| Bayer Leverkusen    | Tổng cộng           | Tổng cộng            | 108      | 5        | 11           | 0            | 25      | 1       | 144       | 6         |
| Tổng cộng sự nghiệp | Tổng cộng sự nghiệp | Tổng cộng sự nghiệp  | 345      | 10       | 29           | 1            | 42      | 3       | 416       | 14        |

### Bàn thắng quốc tế
Bàn thắng và kết quả của Áo được để trước.
| #  | Ngày                | Địa điểm                                   | Đối thủ        | Bàn thắng | Kết quả | Giải đấu                 |
| -- | ------------------- | ------------------------------------------ | -------------- | --------- | ------- | ------------------------ |
| 1. | 3 tháng 6 năm 2014  | Sân vận động Andrův, Olomouc, Cộng hòa Séc | Cộng hòa Séc   | 2–1       | 2–1     | Giao hữu                 |
| 2. | 28 tháng 3 năm 2021 | Sân vận động Ernst Happel, Viên, Áo        | Quần đảo Faroe | 2–1       | 3–1     | Vòng loại World Cup 2022 |